# Clypastraea fuscum
Clypastraea fuscum är en skalbaggsart som beskrevs av Edgar von Harold 1875. Clypastraea fuscum ingår i släktet Clypastraea och familjen punktbaggar. Inga underarter finns listade i Catalogue of Life.